# El Salvador (Athlete)
 El Salvador è un brano musicale del gruppo musicale britannico Athlete.
Fu estratto come terzo singolo dal loro album di debutto, Vehicles and Animals, e pubblicato il 24 marzo 2003.
Il suo miglior risultato fu il trentunesimo posto della Official Singles Chart.

## Il singolo
Il singolo riprende in parte le melodie di Complicated di Avril Lavigne (nella strofa) e di Loser di Beck (nel ritornello). Il video musicale è ambientato in un ospedale e racconta la vicenda di un paziente affetto da uno strano malore.

## Tracklist
- CD1 CDATH003

1. El Salvador
2. Dungeness - Live
3. You Got The Style - Live
4. El Salvador CD-Rom Video

- CD2 CDATHS003

1. El Salvador
2. Moving Out
3. Loose Change

- 7 ATH003

1. El Salvador
2. Moving Out